# 布蘭迪萬貝 (北卡羅萊納州)
布蘭迪萬貝（英語：Brandywine Bay）是位於美國北卡羅萊納州加特利縣的普查規定居民點。

## 人口
根據2020年美國人口普查的數據，布蘭迪萬貝的面積為2.14平方千米，當中陸地面積為2.09平方千米，而水域面積為0.05平方千米。當地共有人口1153人，而人口密度為每平方千米538.79人。